# CSO (informatique)
Pour les articles homonymes, voir CSO.
Le CSO est un format de compression d'image ISO d'un support matériel tel que les Universal Media Disc (UMD), il est utilisé avec la PlayStation Portable (PSP) de Sony. On peut, grâce à une PSP dite "Flashée" de jouer à un jeu sous forme d'image ISO en faisant une copie de ses supports UMD sur la carte mémoire memory stick. Cela permet de gagner de l'espace étant donné qu'une image d'UMD fait entre 700 Mo et 1,3 Go et que les supports memory stick n'ont qu'un faible espace de stockage.
C'est une alternative qui néanmoins a ses défauts tels que :
- Latence d'accès élevée
- Consomme plus de batterie
- Ralentit et peut entrainer des « Lags » et autres ralentissements dans le jeu.

Plusieurs programmes peuvent être utilisés pour convertir ses images ISO (copies UMD) en CSO à partir d'un PC comme le programme : CSO-DAX Compressor.